# Majamalompolo
Majamalompolo är en sjö i Finland. Den ligger i kommunen Övertorneå i landskapet Lappland, i den norra delen av landet, 700 km norr om huvudstaden Helsingfors. Majamalompolo ligger 73,8 meter över havet. Den är 6,74 meter djup. Arean är 2,16 kvadratkilometer och strandlinjen är 10,47 kilometer lång. Sjön  ingår i Torne älvs huvudavrinningsområde.   
I övrigt finns följande i Majamalompolo:
- Törmässaari (en ö)